# Dicranota (Rhaphidolabis) basistylata
Dicranota (Rhaphidolabis) basistylata is een tweevleugelige uit de familie Pediciidae. De soort komt voor in het Palearctisch gebied.